# Перперек (река)
 Тази статия е за река Перперек.  За село Перперек вижте Перперек.  
Перперек е река в Южна България, област Кърджали, общини Черноочене и Кърджали, ляв приток на Арда (влива се в язовир „Студен кладенец“). Дължината ѝ е 44 km. Отводнява нископланинските ридове Чуката и Каяджик в Източните Родопи.
Река Перперек извира под името Каракуш дере на 709 m н.в. в югозападните склонове на рида Чуката в [Източните Родопи, на 1 km югозападно от с. Черна нива, община Черноочене. До село Перперек тече в югоизточна посока в широка силно опороена и слабо залесена долина. След селото прави голям завой на югозапад и преди вливането си в язовир „Студен кладенец“ на 227 m н.в. образува дълбок пролом между върховете Карталкая (563 м) на запад и Юмруккая (587 m) на изток. След изграждането на язовир „Студен кладенец“ устието на реката е залято и сега почти целият пролом на реката е „удавен“ от водите на язовира.
Реката има широк и обезлесен водосборен басейн, като площта му е 220 km2, което представлява 3,8% от водосборния басейн на река Арда. Основни притоци: → ляв приток, ← десен приток
- → Даръдере
- → Кюнтдере
- → Соуксудере
- ← Чабуклидере
- ← Екенликдере
- ← Геришдере
- → Коджадере
- ← Инкандере
- ← Кузеункая дере
- → Гьокчедере
- ← Кючюкдере
- → Бузлукдере
- ← Герендере
- → Коюн Каядере
- → Дардере

Река Перперек има основно дъждовно подхранване. Среден годишен отток при село Чифлик 2,2 m3/s.
По течението на реката са разположени 14 села:
- Община Черноочене – Даскалово, Ябълчени, Черноочене, Бърза река, Три могили;
- Община Кърджали – Стремово, Люляково, Горна крепост, Долна крепост, Мургово, Чифлик, Мъдрец, Перперек, Сватбаре.

По цялото си протежение водите ѝ се използват за напояване за стотиците декари тютюневи насаждения в долината ѝ.
На протежение от 3 км между селата Перперек и Мъдрец преминава участък от третокласен път № 507 от Държавната пътна мрежа Хасково – Мост – Кърджали.
През пролома на реката в най-долното ѝ течение от село Мъдрец до устието ѝ преминава и участък от трасето на жп линията Русе – Стара Загора – Подкова.
В района на селата Горна крепост и Долна крепост, на десния склон на долината на река Перперек се намират разкопките на древното тракийско светилище „Перперикон“.

## Топографска карта
- Лист от карта K-35-75. Мащаб: 1 : 100 000.
- Лист от карта K-35-76. Мащаб: 1 : 100 000.
- Лист от карта K-35-88. Мащаб: 1 : 100 000.